# Brice (Ohio)
Brice es una villa ubicada en el condado de Franklin en el estado estadounidense de Ohio. En el Censo de 2010 tenía una población de 114 habitantes y una densidad poblacional de 449,14 personas por km².

## Geografía
Brice se encuentra ubicada en las coordenadas 39°55′4″N 82°49′55″O / 39.91778, -82.83194. Según la Oficina del Censo de los Estados Unidos, Brice tiene una superficie total de 0.25 km², de la cual 0.25 km² corresponden a tierra firme y (0%) 0 km² es agua.

## Demografía
Según el censo de 2010, había 114 personas residiendo en Brice. La densidad de población era de 449,14 hab./km². De los 114 habitantes, Brice estaba compuesto por el 78.07% blancos, el 10.53% eran afroamericanos, el 0% eran amerindios, el 1.75% eran asiáticos, el 0.88% eran isleños del Pacífico, el 0.88% eran de otras razas y el 7.89% pertenecían a dos o más razas. Del total de la población el 0% eran hispanos o latinos de cualquier raza.